# Fred Jaski
Fred Jaski (28 november 1940) is een Nederlands voormalig voetballer van DWS/A in Amsterdam en De Graafschap in Doetinchem. Hij speelde op De Vijverberg van 1965 tot 1969 toen respectievelijk Evert Teunissen en Ad Zonderland trainer waren.
Na De Graafschap speelde hij bij Haarlem in de eredivisie.
Net als andere spelers bij De Graafschap, zoals André Schuurman, Bertus Mensert en Hennie Nieuwenhuis werkte de semi-prof bij bandenfabriek Vredestein in Doetinchem, een bedrijf dat veel tijd en energie in sport stopte, onder andere in een wielerploeg. Ook enkele voetballers uit Engeland die met trainer Eric Norman Jones meekwamen, werkten bij Vredestein.
Hij heeft ook bij de amateurs van BSV Bergen gevoetbald.

## Carrièrestatistieken
| Seizoen         | Club            | Land            | Competitie       | Competitie | Competitie | Beker | Beker | Internationaal | Internationaal | Overig | Overig | Totaal | Totaal |
| Seizoen         | Club            | Land            | Competitie       | Wed.       | Dlp.       | Wed.  | Dlp.  | Wed.           | Dlp.           | Wed.   | Dlp.   | Wed.   | Dlp.   |
| --------------- | --------------- | --------------- | ---------------- | ---------- | ---------- | ----- | ----- | -------------- | -------------- | ------ | ------ | ------ | ------ |
| 1958/59         | DWS/A           | Nederland       | Eredivisie       | –          | 0          | –     | 0     | 0              | 0              | 0      | 0      | –      | 0      |
| 1959/60         | DWS/A           | Nederland       | Eredivisie       | –          | 0          | –     | –     | 0              | 0              | 0      | 0      | –      | 0      |
| 1960/61         | DWS/A           | Nederland       | Eredivisie       | –          | 0          | –     | 0     | 0              | 0              | 0      | 0      | –      | 0      |
| 1961/62         | Haarlem         | Nederland       | Eerste divisie B | –          | 1          | –     | 1     | 0              | 0              | 0      | 0      | –      | 2      |
| 1962/63         | Haarlem         | Nederland       | Tweede divisie B | –          | 25         | –     | 0     | 0              | 0              | –      | 2      | –      | 27     |
| 1963/64         | Haarlem         | Nederland       | Tweede divisie B | –          | 5          | 0     | 0     | 0              | 0              | 0      | 0      | –      | 5      |
| 1964/65         | FC Zaanstreek   | Nederland       | Tweede divisie A | –          | 4          | –     | 0     | 0              | 0              | 0      | 0      | –      | 4      |
| 1965/66         | De Graafschap   | Nederland       | Tweede divisie A | –          | 6          | –     | 0     | 0              | 0              | 0      | 0      | –      | 6      |
| 1966/67         | De Graafschap   | Nederland       | Eerste divisie   | –          | 5          | –     | –     | 0              | 0              | 0      | 0      | –      | 5      |
| 1967/68         | De Graafschap   | Nederland       | Tweede divisie   | –          | 6          | –     | 1     | 0              | 0              | 0      | 0      | –      | 7      |
| 1968/69         | De Graafschap   | Nederland       | Tweede divisie   | –          | 6          | –     | 0     | 0              | 0              | 0      | 0      | –      | 6      |
| 1969/70         | Haarlem         | Nederland       | Eredivisie       | –          | 1          | –     | 0     | 0              | 0              | 0      | 0      | –      | 1      |
| Carrière totaal | Carrière totaal | Carrière totaal | Carrière totaal  | –          | 59         | –     | 2     | 0              | 0              | –      | 2      | –      | 63     |

## Erelijst
De Graafschap
| Nationaal      |    |         |
| Tweede divisie | 1x | 1968/69 |